# آبشار پائلو آفونسو
آبشار پائلو آفونسو (به انگلیسی: Paulo Afonso Falls) آبشاری است که در برزیل واقع شده و ارتفاع کلی ریزشگاه آن ۲۷۵ پا است.